# James Schroder
Pour les articles homonymes, voir Schroder.
James Duncan Schroder (27 août 1918-13 décembre 2013) est un homme politique canadien de l'Ontario. Il est député fédéral libéral de la circonscription ontarienne de Guelph de 1980 à 1984.

## Biographie
Né à Guelph en Ontario, Schroder étudie à la Ontario Veterinary College (en) (OVC) d'où il gradue en 1942. Il pratique et enseigne ensuite le métier de vétérinaire.
Élu en 1980, il n'effectue d'un seul mandat puisqu'il est défait en 1984.